# Glanduin
De Glanduin (Nederlands: Grensrivier) is een fictieve rivier in J.R.R. Tolkiens wereld Midden-aarde.
De naam Glanduin, wat Sindarijns is voor grensrivier, slaat op het feit dat de rivier de zuidgrens volmde van het Elfenrijk Eregion in de Tweede Era. Ten zuiden van de rivier ligt Dunland.
De rivier ontspringt in de Nevelbergen en stroomt in noordwestelijke richting tot bij de hoofdstad van Eregion, Ost-in-Edhil, waar de Sirannon vanuit Moria in de Glanduin stroomt. Vanaf dat punt stroomt de rivier in westelijke richting tot in het moerasgebied Nen-in-Eilph (Nederlands: Zwaanvloed), nabij Tharbad, waar de rivier samenvloeit met de Mitheithel. Vanaf dat punt vormen de ze samen de rivier de Gwathló.
Adorn · Anduin (de Grote Rivier) · Angren (Isen) · Baranduin (Brandewijn) · Betoverde Rivier · Bruinen (Luidwater) · Carnen (Roodwater) · Celduin (Running) · Celebrant (Zilverlei) · Celos · Ciril · Deemril · Dieptestroom · Erui · Gilrain · Glanduin (Grensrivier) · Glanhir (Meringstroom) · Gwathló (Grauwel) · Harnen (Zuiderrivier) · Lefnui · Lhûn (Lune) · Limlicht · Mitheithel (Grijsvloed) · Morgulduin · Morthond · Nimrodel · Ninglor (Lis) · Onodló (Entwas) · Poros · Rhimdath · Ringló · Serni · Sirith · Sirannon (Poortstroom) · Sneeuwborn · Het Water · Wilgewinde · Woudrivier